# Rádiový klid
Rádiový klid znamená v komunikaci pomocí rádiových vln nutnost nevysílat, tj. udržovat rádiový vysílač mimo provoz.

## Námořní doprava

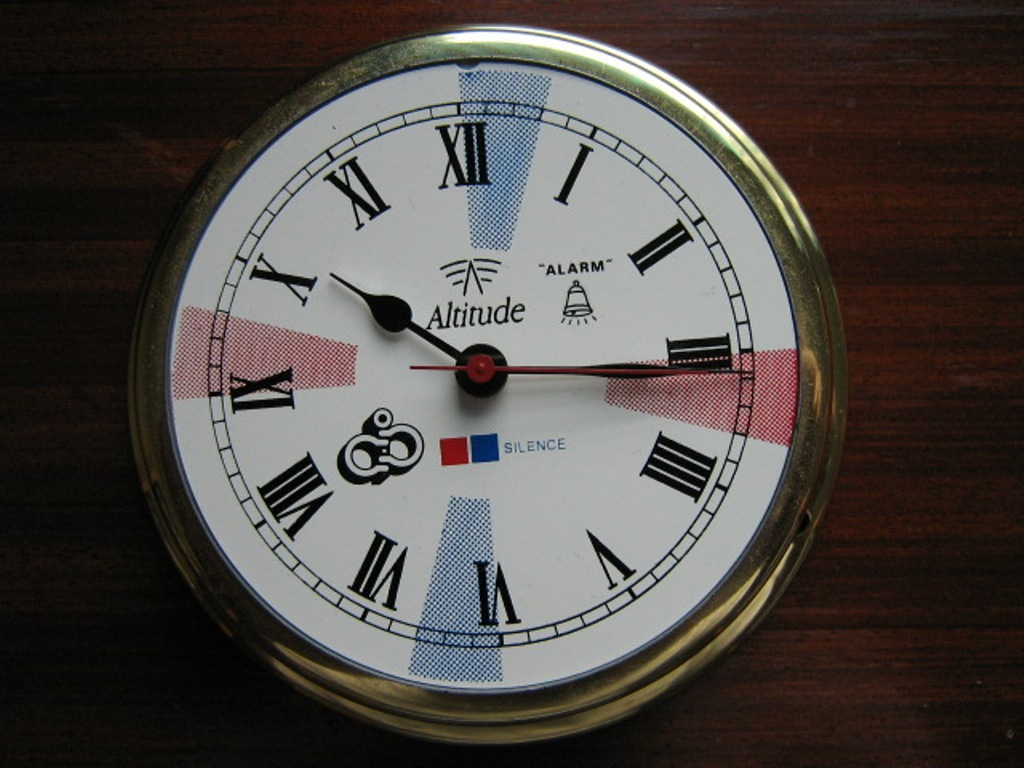
Hodiny s vyznačenými časy rádiového klidu:
červeně telegrafie, modře hlas

Držet rádiový klid je jedno z pravidel např. v námořní rádiové komunikaci. Lodní radiooperátoři mají povinnost přestat vysílat a pouze mít v provozu přijímač. Snadno je pak možné zachytit nouzové volání slabých radiostanic, případně radiomajáku v záchranných člunech, které by jinak v hustém radioprovozu byly přeslechnuty.
Na mezinárodní tísňové a volací frekvenci pro přenos hlasu (2182 kHz) je rádiový klid nařízen dvakrát za hodinu:
- vždy od xx:00 do xx:03 hodin a xx.30 do xx:33

Na mezinárodní tísňové frekvenci 500 kHz (telegrafie), dvakrát za hodinu:
- vždy od xx:15 hodin do xx:18 a od xx:45 do xx:48.